# Shinjuku Swan
Shinjuku Swan (新宿スワン) é um filme de comédia dirigido por Sion Sono, baseado no mangá de mesmo nome de Ken Wakui. Foi lançado no Japão em 30 de maio de 2015. Arrecadou 252.3 milhões de ienes no fim de semana de estreia e 940 milhões no total, nas bilheterias japonesas.
As bandas UVERworld e Man with a Mission contribuíram para a trilha sonora do filme. Uma sequência intitulada Shinjuku Swan II foi lançada em 21 de janeiro de 2016.

## Enredo
Tatsuhiko Shiratori é um jovem de 19 anos morando no distrito de Kabukichō sem emprego e renda, até que um homem chamado Mako recruta-o para um emprego. Seu trabalho agora é recrutar garotas para trabalhar em kyabakuras, prostituição e outras áreas da vida noturna.